# Georg Åberg
Nils Georg Åberg (Hellestad, Norrköping, 20 de gener de 1893 – Estocolm, 18 d'agost de 1946) va ser un atleta suec que va prendre part en els Jocs Olímpics d'Estocolm de 1912. En ells guanyà la medalla de plata en la prova del triple salt i la de bronze en el salt de llargada. Guanyà el salt de llargada als Jocs Suecs de 1916 i els campionats nacionals de 1912, 1913 i 1915. En retirar-se passà a dirigir la seva pròpia empresa.